# George Younce
George William Younce (Patterson (North-Carolina), 22 februari 1930 - Akron (Ohio), 11 april 2005) was een Amerikaans gospelzanger.
Younce zong als tiener bij zijn eerste southern gospelkwartet Spiritualaires (1945). Nadat hij de baard in de keel kreeg, stapte hij over naar de baspartij. Hij zong later bij het Homeland Harmony Quartet (1955), The Weatherfords (1956) en het Blue Ridge Quartet (1957).
In 1964 werd hij lid van het Cathedral Quartet, waarmee hij 35 jaar zou optreden. Younce moest in 1999 stoppen vanwege nierproblemen. Na het overlijden van leadzanger Glen Payne later dat jaar, hielden de Cathedrals op te bestaan.
Younce knapte in 2000 voldoende op om optredens met zijn schoonzoon en oud-Cathedralscollega Ernie Haase te verzorgen. Van 2000 tot 2003 vormden zij met Jake Hess en Wesley Pritchard het Old Friends Quartet. Younce verzorgde ook gastoptredens bij Signature Sound en de Gaither Homecoming-concerten.
Younce werd zowel solo als met de diverse groepen meerdere keren genomineerd voor Grammy Awards en Dove Awards. In 1998 werd hij opgenomen in de Gospel Music Hall of Fame en de Southern Gospel Hall of Fame. Hij won veertien keer de Singing News Fan Awards.
Younce overleed in 2005 op 75-jarige leeftijd.

## Discografie (solo)
- This is George Younce
- That says it all (1999)
- Day by day (1999)
- Poetic reflections (2004)